# Перець (журнал)
«Перець» — український сатирично-гумористичний ілюстрований журнал. Разом із московським «Крокодилом» (наклад у 1986 році 5 млн примірників) «Перець» (наклад у 1986 році 3,3 млн примірників) був одним із двох найпопулярніших гумористичних періодичних видань СРСР.

## «Червоний Перець»

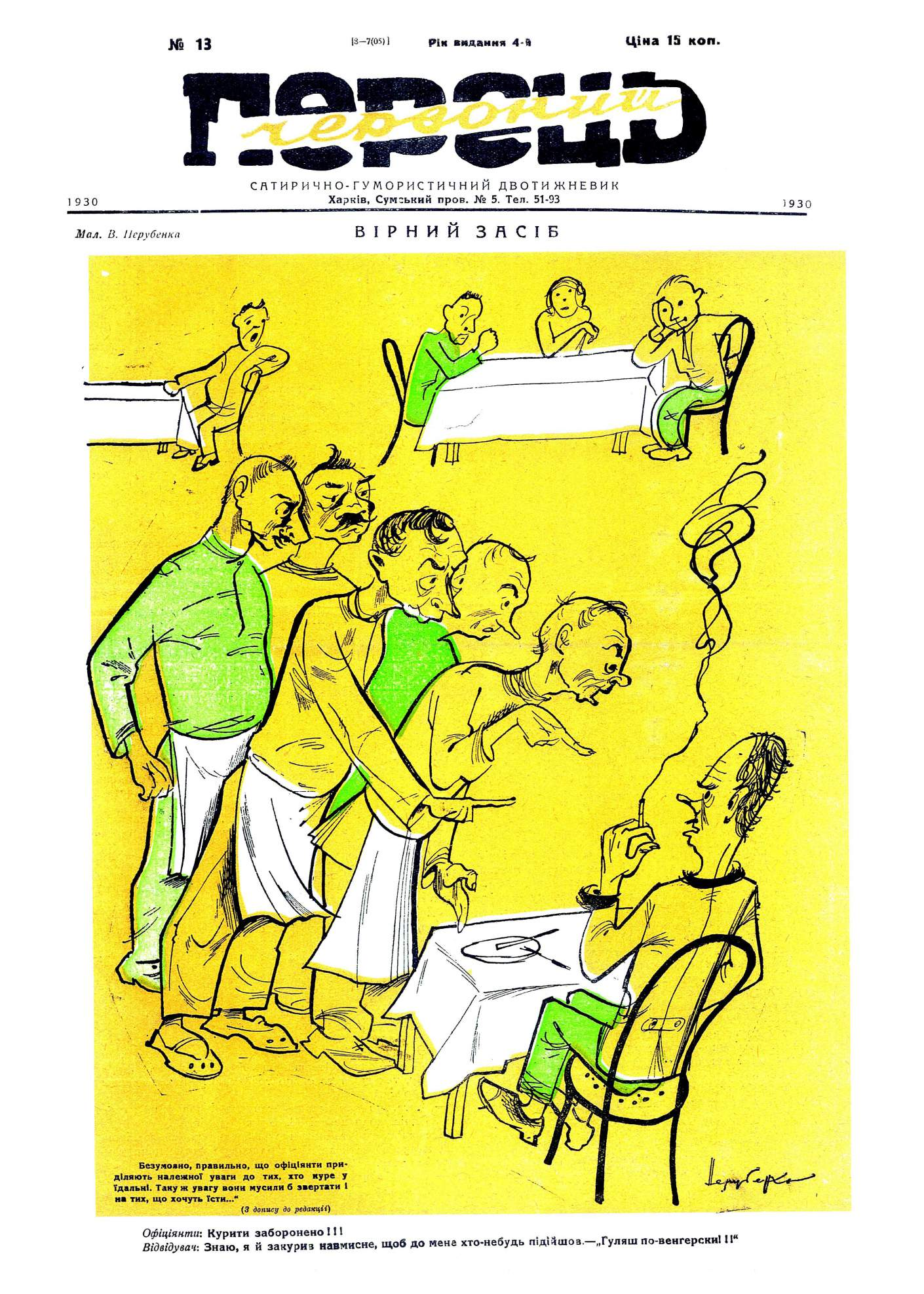
Обкладинка журналу, № 10, 1930 року. Художник Володимир Нерубенко

Розвиток сатири та гумору перших років після буремного 1917 року літературознавці пов'язують із двома факторами: художньою творчістю народних мас, покликаних революцією до активного соціального будівництва, та з сатиричними, здебільшого політично-агітаційними виступами В. Маяковського і Дем'яна Бєдного, які стосовно української гумористики оцінювалися як спонукальний приклад. На сторінках червоноармійських і цивільних газет друкувалися сатиричні вірші, гуморески, байки, спрямовані проти білогвардійщини й зовнішньої контрреволюції. Водночас у пресі протилежного табору з'являлися сатиричні публікації, пройняті антибільшовицьким і антиінтервенціоністським пафосом, які засвідчували сподівання тієї частини народних мас, яка соціальне визволення й національне відродження України, пов'язували з розбудовою самостійної Української держави. В науці про літературу цей масив сатири й гумору, крім поодиноких студій, здебільшого не брався дослідниками до уваги і не вивчався.
Перші два номери двотижневику «Червоний перець» вийшли в Харкові 1922 року українською мовою. В організації та редагуванні разом з Василем Елланом-Блакитним брав участь Остап Вишня. На жаль, через економічну скруту третій номер так і не вийшов. Відновлений у 1927–1934 роках у Харкові як додаток до «Вістей ВУЦВК», редактор — Василь Чечвянський, наклад — 27 150 примірників
Головні співробітники: Остап Вишня, Юрій Вухналь (Іван Ковтун), Юхим Ґедзь (Олекса Савицький), Антоша Ко (А. Гак), Б. Сіманців, К. Котко (М. Любченко) та інші. Велику популярність двотижневику забезпечив Остап Вишня, який у слобожанців, на думку деяких літературознавців, був найулюбленішим письменником після Тараса Шевченка.
Ілюстратори: О. Хвостенко-Хвостов, О. Довженко, А. Петрицький, К. Агніт, О. Козюренко, Л. Каплан та інші.
Наприкінці 1920-х — на початку 1930-х років життя сатириків дедалі політизується, підпорядковується соціально-політичним кампаніям і, зрозуміло, обмежується і тематика, і гострота критичних публікацій. Крім політичної сатири (завжди з радянських офіційних позицій), «Червоний Перець» присвячував увагу боротьбі зі спекуляцією, безпорадністю адміністрації, бюрократизмом тощо, побутовим справам. У «Червоному Перці» була спеціальна рубрика для скарг читачів. Як, наприклад, скарга на завідувача куп'янським «Книгкульторгом», який у навантаження до карбованцевого блокнота продавав грифельну дошку по 6 карбованців за штуку. Автори, що друкувалися в «Перці» критикували «окремі недоліки» радянської дійсності досить гостро. За це часто колективу перепадало, до прикладу, 28 вересня 1929 року Політбюро ЦК КП(б)У ухвалено конфіскацію числа 15 двотижневика «Червоний перець» і наказано оголосити в пресі постанову «з різкою політичною кваліфікацією карикатур, вміщених у часописі». Зміст характеризувався як «пасквіль, скерований проти творчої роботи, що її веде партія та робітничий клас, будуючи соціалістичну Україну». 20 жовтня 1929 року постанова ЦК КП(б)У засудила № 15 «Червоного Перецю»; ухвалено переглянути весь склад редколегії.
Позитивну роль у розвитку української сатири й гумору відіграли сповнені критичного пафосу, часом і веселого й гіркого сміху, публіцистично гострі, іронічно сатиричні послання, памфлети П. Тичини, В. Сосюри, М. Бажана і М. Рильського.
Від 1933 року в редакції «Червоного Перця» почалися арешти, владі не подобалася критика в двотижневика. Членів редакції звинуватили в тероризмі й у підготовці замаху на керівників КП(б)У та один по одному заарештували. Внаслідок репресій «Червоний Перець» перестав виходити.

## «Перець» після 1941 року

Обкладинка журналу, № 10, 1963 року

Поновлений у 1941 році під назвою «Перець» журнал виходив у Києві — перше число вийшло 14 травня.
У часі гонінь на інтелігенцію у вересні 1946 року радянська преса зарясніла звинуваченнями «літературних покидьків отруїти свідомість нашої молоді, завдати шкоди справі ідейного виховання радянського народу». 27 вересня 1946 року перепало й перчанам — ЦК КП(б)У виступив із критикою українського сатиричного журналу.
4 жовтня 1946 року вийшла постанова ЦК КП(б)У «Про журнал сатири та гумору „Перець“»: «…незадовільне ведення журналу… втративши політичну цілеспрямованість, редакція журналу стала на неправильний шлях, надаючи місце на сторінках журналу ідеологічно шкідливим писанням і вульгарним вправам низькопробних гумористів [П. Лубенському, Ю. Дольду, І. Ляпіну, М. Куценку]». Карикатури «перекручували дійсність», змальовуючи радянських людей «дурними та злими обивателями». ЦК КП(б)У зобов'язав: «…викривати „українсько-німецьких націоналістів“, боротися з „проявами всякого роду ідеологічних перекручень“ у висвітленні питань історії, літератури та мистецтва». ЦК КП(б)У звільнив Карпова від обов'язків редактора журналу «Перець» і затвердив на цій посаді Федора Маківчука.
У повоєнні часи журнал став одним із найпопулярніших видань в Україні та за її межами. Стоячи на прорадянських позиціях щодо зовнішньої політики, журнал критикував вади суспільства: пияцтво, бюрократію тощо. В ці часи в колективі працювали Гливенко Володимир Леонтійович, Арутюнянц Анатолій Саркісович. Метафізична повоєнна «теорія безконфліктності» призвела до подальшого занепаду сатиричних жанрів. Лише з початком хрущовської «відлиги» настає поступове, в певних цензурних межах, відродження гумору і сатири.
Журнал «Перець» попри ідеологічну сірятину, публікував чудові зразки гумору й сатири. І хоча журнал офіційно мав статус друкованого органу ЦК Компартії України, в ньому ніколи не пригасав дух вольниці. Іноді опубліковані шаржі та фейлетони (М. Білкуна, Ф. Маківчука) балансували на межі дозволеного. В роки «застою» в «Перці» друкувалися твори О. Чорногуза, А. Косматенка, В. Івановича, М. Годованця, політично загострені вірші С. Олійника, С. Воскрекасенка, О. Жолдака і В. Лагоди, дотепні байки П. Глазового і Є. Дударя, дошкульні пародії О. Ющенка і Ю. Івакіна та інших сатириків. Чимало майстрів гумористики оприлюднили свої перші твори. Наклад «Перця» на той час сягав більше 2 млн примірників. У 1970-1980-х роках у касу ЦК Компартії України від продажу «Перця» щомісяця надходило 12 млн карбованців.
У вітчизняній науці про літературу останніх десятиліть існування СРСР з'являлося чимало полемічних статей про стан української гумористики, про розвиток сатири й гумору. Варто згадати хоча б праці М. Малиновської, А. Янченка, В. Здоровеги, О. Ковіньки, С. Трофимука, Ю. Ячейкіна, Ю. Бурляя, Б. Мінчина, Ю. Івакіна та інших, щоб пересвідчитися в цьому. Природно, що майже в усіх згаданих публікаціях так чи інакше йшлося і про журнал «Перець» — провідний періодичних видань сатирично-гумористичного спрямування.
Аналіз «перчанських» матеріалів переконує й у справедливій критиці окремих рецензентів та дослідників сатири й гумору щодо перенасиченості журналу фактографічністю, надміром документальності. Останнє стосується не лише репортерських кореспонденцій типу «Друже Перче», «Дали перцю!», «Телеграфне агентство „Перця“» тощо, а й тих гуморесок та оповідань, де факти дійсності не перетворені впливом типізації, не трансформовані стилем, не організовані сюжетом і тому нічим не відрізняються від надрукованих поряд заміток та статей (А. Бех «Чудернацький голова», 1957, № 13; П. Юрченко «Недовірливий», 1970, № 18 та ін.). Надто часто на сторінках «Перця» траплялися нищівно критичні матеріали на дріб'язкові теми — на такій-то вулиці райцентру не світить ліхтар, а ще десь у якійсь установі мовчить телефон. Невеличкі розділи «Нотатки про їхні порядки» та «Ілюстрації до їхньої демократії» вщерть переповнені витягами з іноземної преси та інших документальних джерел, попри певну пізнавальну вартість навряд чи здатні виконувати функцію політичної сатири. До того ж сьогодні, на віддалі часу, неозброєним оком навіть не втаємниченому у «секретах» і «механізмах» сміхотворення читачеві видно заангажованість цих матеріалів ідеологемами радянської доби.
За традицією великі сторінкові карикатури друкувалися на першій і останній сторінці обкладинки (так званий «задник», на якому звичайно публікують малюнки на міжнародну тему). Якщо передивитися комплекти «Перця» за всі роки його виходу, то можна переконатися, що ця пропорція літературного та образотворчого матеріалу є загалом типовою для журналу (хоча кількість малюнків може варіюватися залежно від їхнього розміру).

## «Перець» у незалежній Україні
У незалежній Україні різко скоротилися не лише наклади періодичних видань (у тому числі й журналу «Перець»), а й нанівець зійшла дослідницька робота щодо осмислення ролі засобів масової інформації, журналів, видавництв у розвитку літературного процесу, зосібна гумористики як невід'ємної складової письменства. В часи незалежної України журнал здебільшого розповсюджувався за передплатою. Наклад становив близько 10 тисяч примірників на місяць.
Синтетичні літературознавчі праці про етапи становлення української сатири й гумору і роль у цьому становленні окремих періодичних видань відсутні. Але гумор посів помітне місце на сторінках української періодики: «Вітчизни», «Дніпра», «Києва», «Літературного Чернігова», науковий журнал «Слово і час». Сатира і гумор стали невід'ємними складовими і телевізійних передач: «Вечірній квартал», «Анекдоти по-українськи» та інші. Експансія гумору, ймовірно, пов'язана передусім з процесом подальшої демократизації та гуманізації суспільства. Важливо тільки, аби «цей гумор справді був чистим, а не брудним, був розумним і шляхетним, а не банальним і примітивним!» Сміх завжди був і залишається донині вірною ознакою морального здоров'я людини.
Гумористичний і сатиричний журнал у його сучасному вигляді ось уже 150—200 років являє собою своєрідний синтез графічного (в основному — карикатура) і літературного матеріалу. Графіка і література в журналі звичайно активно взаємодіють, доповнюючи і підсилюючи одна одну.
За період свого існування, від перших двох номерів 1922 року журнал «Перець» пройшов досить складний і суперечливий шлях розвитку: від окремих, по-більшовицькі забарвлених агіток, до провідного (але єдиного в Україні) сатиричного журналу, який здебільшого користувався чималим попитом серед читацької аудиторії. Але в критиці неодноразово лунали голоси про те, що в «Перці» певною мірою спостерігається тенденція перерозподілу художньої продукції на користь матеріалів, побудованих на фактичній основі; що журнал «відбирає хліб у працівників багатотиражок». Ці небезпідставні зауваги можна було адресувати й співробітникам періодичного видання у 2000-х роках. Тільки рішуча ставка на всебічне культивування і розвиток усіх літературних жанрів, тільки дбайливе, раціональне використовування зібраного навколо журналу талановитого колективу могли перетворити «Перець» на видання, яке й надалі визначало б магістральні шляхи розвитку української гумористики та сатиричної літератури в Україні.
У вересні 2013 року з'явилися перші повідомлення про те, що журнал з історією в 92 роки припиняє своє існування у грудні 2013 року через брак фінансування. З січня 2014 року журнал перестав виходити.
З 2017 року відновлюється випуск та доступність за передплатою під назвою «Перець. Весела республіка». Деякі публікації доступні на офіційній сторінці у Фейсбук.
У грудні 2019 року редакція журналу заявила, що журнал з 2020 року буде виходити тільки в електронній версії і розповсюджуватись через вебресурс перець.укр. Припинення випуску друкованої версії пов'язане з тим, що журнал поширювався тільки по підписці, доходи від якої не покривали витрати. Спроби продажу вроздріб не мали успіху.
З лютого 2021 року журнал публікується на сайті www.perets.org.ua, де також розташований архів жірналу та Бібліотека Перця

## Головні редактори
- Перший редактор журналу — Василь Еллан-Блакитний
- 1941—1946 — Карпов
- 1946—1986 — Маківчук Федір Юрійович
- 1986 — декілька місяців виходив без головного редактора
- 1986—1987 — Чорногуз Олег Федорович
- 1987—2002 — Прокопенко Юрій Тимофійович
- 2002—2013 — Прудник Михайло Васильович
- 2017— Юрій Цеков
- 2020 — Валерій Чмирьов

## Реакція на публікації
До редакції журналу часто зверталися читачі, як до останньої інстанції. Журнал мав репутацію «борця за правду» і тому на місцях після звінків журналістів часто йшли на зустріч проханням журналістів, щоб не потрапити на сторінки наступного номеру. Наприклад, після публікації фейлетона «Під весільний тост» в № 15 за 1980 рік про «переполовинювання страв» в ресторанах і кафе Донецька. Після публікації директора ресторану «Металург» Жданівського тресту їдалень та ресторанів № 2 Р. Расторгуєву рішенням народного суду засуджено. Завідуючого їдальнею № 40 Донецького тресту їдалень Є. Якушеву оголошено сувору догану, а заввиробництвом цієї їдальні М. Северенка та кастеляншу В. Гридасову з посад звільнено, бухгалтерові Р. Твер'є оголошено догану.

## Цікаві факти
- На піку популярності до журналу за місяць приходило до 60 000 листів від читачів.[17]